# Kids with Guns
"Kids With Guns" é uma canção da banda virtual Gorillaz, lançada em abril de 2006 como quarto e último single do álbum Demon Days, simultaneamente a "El Mañana", o que faz dele um "lado A duplo". O single figurou na parada European Hot 100 Singles.

## Faixas
7"
1. "Kids With Guns"
2. "El Mañana"

CD
1. "Kids With Guns"
2. "El Mañana"
3. "Stop the Dams"

DVD
1. "El Mañana"
2. "Kids With Guns" (Manchester visuals)
3. "Don't Get Lost In Heaven" (versão demo original)
4. "El Mañana" (animatic)

Japan CD (released 19 April 2006)
1. "Kids With Guns"
2. "El Mañana"
3. "Stop the Dams"
4. "Don't Get Lost In Heaven" (versão demo original)
5. "El Mañana" (video)

### US iTunes EP
- lançado em 5 de dezembro de 2006

1. "El Mañana" (Demon Days ao vivo em Harlem - vídeo)
2. "Kids with Guns (Manchester visuals)
3. "Hong Kong" (ao vivo em Manchester)
4. "Stop the Dams"

## Vídeo musical
O vídeo do single tem as mesmas imagens mostradas durante o show Demon Days Live em Manchester em novembro de 2005. O vídeo é um slideshow de armas em branco, vermelho ou preto.